# 杨桦 (医学家)
杨桦，医学家，中国人民解放军陆军军医大学（原第三军医大学）新桥医院医师，教授。入选中华人民共和国教育部2009年度"长江学者"特聘教授，享受中国国务院特殊津贴。